# Castellane
Castellane är en kommun i departementet Alpes-de-Haute-Provence i regionen Provence-Alpes-Cote d'Azur i sydöstra Frankrike. Kommunen ligger  i kantonen Castellane som ligger i arrondissementet Castellane. År 2022 hade Castellane 1 454 invånare.

## Befolkningsutveckling
Antalet invånare i kommunen Castellane
Referens: INSEE